# Dreifachsternchen
Das Dreifachsternchen ⁂ ist ein selten verwendetes Sonderzeichen, das aus drei Sternchen besteht, die dreiecksförmig angeordnet sind. In der deutschen Version von Microsoft Windows (Vista, Stand Juli 2012) zeigt die Systemanwendung Zeichentabelle den Namen Sterngruppe; ansonsten ist ein deutscher Name für das Zeichen nicht verbreitet. Der (englische) Unicode-Name lautet Asterism für Asterismus. Unicode enthält ⁂ am Codepunkt U+2042.
Man benutzt das Zeichen, um ein Unterkapitel in einem Text zu kennzeichnen. Wegen seiner Seltenheit werden statt dieses Zeichens häufig drei aufeinanderfolgende Sternchen (***) benutzt.
Nicht verwechselt werden sollte ⁂ mit dem in mathematischen Beweisen verwendeten Zeichen ∴ (drei Punkte in gleicher Anordnung), das zur Kennzeichnung einer logischen Konsequenz verwendet wird.
Im Album für die Jugend, Opus 68, von Robert Schumann findet sich über den Stücken Nr. 21, 26 und 30 anstelle eines Titels dieses Zeichen.

## Darstellung auf Computersystemen
| Zeichen | Unicode Codepunkt verlinkt auf den Unicodeblock | Bezeichnung/Beschreibung         | Dezimal- code | HTML- Entität | LaTeX      | Tastatureingabe mit Belegung E1 |
| ------- | ----------------------------------------------- | -------------------------------- | ------------- | ------------- | ---------- | ------------------------------- |
| ⁂       | U+2042 asterism                                 | Dreifachsternchen                | 8258          |               |            | (Alt Gr + ä) – *                |
| ⁑       | U+2051 two asterisks aligned vertically         | Zwei Sternchen übereinander      | 8273          |               |            |                                 |
| ∴       | U+2234 therefore                                | mathematisches Ableitungszeichen | 8756          |               | \therefore | (Alt Gr + o) – F                |
| ⛬       | U+26EC historic site                            | japanisches Landkartenzeichen    | 9964          |               |            |                                 |
| ⸫       | U+2E2B one dot over two dots punctuation        | historisches Satzzeichen         | 11819         |               |            |                                 |